# Bleak House
Bleak House (Brasil: A Casa Soturna / Portugal: A Casa Abandonada) é um romance de Charles Dickens escrito em 1853, considerado um de seus romances mais sombrios e solidamente construídos.

## Tema
Nesta obra Dickens mostra as imperfeições das leis, não só criticando contra as instituições inglesas do século passado, mas também promovendo uma melhor compreensão de seus problemas sociais.

## Crítica
George Steiner diz que a obra "é um símbolo das camadas de hipocrisia em que o capitalismo de meados do século XIX escondeu sua crueldade."